# Los Pérez García (programa de radio)
Los Pérez García fue un programa que se transmitió por LR1 Radio el Mundo de Argentina, de lunes a viernes, inicialmente al mediodía y, más adelante, de 20.15 a 20.30 entre 1942 y 1967. Se trataba de un radioteatro cuyo tema eran los problemas por los que atravesaba una familia de clase media; inicialmente cada programa contenía la  historia completa  y, más adelante, la trama de cada episodio se iniciaba el día lunes y finalizaba el viernes. El libreto era escrito al comienzo por Oscar Luis Massa y luego fue continuado con los mismos lineamientos por Luis María Grau. Acuñaron una frase que todavía se suele oír: "Tiene más problemas que los Pérez García".
Era un programa muy popular que durante diez años se transmitió después de otros que también tenían gran audiencia: a las 19.30, "¡Qué pareja!", un programa humorístico con Blanquita Santos y Héctor Maselli; a las 19.45, un espacio musical con "Héctor y su Jazz"; a las 20, el "Glostora Tango Club" con prestigiosas orquestas de tango ejecutando música en vivo, y a las 20.15, "Los Pérez García", con el auspicio de Mejoral.
El programa se iniciaba con el sonido de un teléfono, al que siempre alguien contestaba diciendo "Sí amigos, esta es la casa de Los Pérez García". Un día que era el cumpleaños de una locutora, Zabalúa dijo: "Sí, Susy, esta es la casa de los Pérez García", lo que provocó que desde entonces se modificara la apertura y se incluyera cada día uno o más nombres pues llegaban cientos de cartas de oyentes pidiendo ser nombrados.
En 1950 Fernando Bolin dirigió una película basada en este programa.

## Actores y personajes
El programa era representado por actores que formaban parte del elenco estable de Radio El Mundo. "Don Pedro", el jefe de la familia (Martín Zabalúa), su esposa, "Doña Clara" (Sara Prósperi), sus hijos "Luisa" (Perla Black, a quien siguieron Celia Juárez y Pepita Férez) y "Raúl" (Jorge Norton). En 1947 se incorporó el personaje de "Mabel" (Nina Nino), que había ingresado en la casa como mucamita, pero que siempre fue tratada como una hija más; más adelante se convirtió en novia de "Raúl" y se casaron. También estaba "Castilla" (Gustavo Cavero), compañero de trabajo en la compañía de seguros donde trabajaba "Don Pedro" y amigo de la familia, "Catalina" (Esperanza Otero), su esposa. Al fallecer en forma repentina el 20 de noviembre de 1955 Martín Zabalúa, también lo hizo dentro de la ficción "Don Pedro" y cobra más relieve el personaje "Juan" (Alfredo Marino), un hermano de "Don Pedro" al que ayudaban ocasionalmente a salir de líos, pero que luego de la muerte de Martín Zabalúa sentó cabeza y se convirtió en "el tío Juan", que no sustituyó la figura de "Don Pedro" pero se convirtió en quien aportaba su experiencia junto con "Doña Clara".
Con el tiempo, "Raúl" y "Mabel" tuvieron a "Clarita" (Marta Patiño y también María de los Ángeles Ibarreta) y "Pedrito" (Martín Zabalúa nieto y Norberto Suárez). Por su parte "Luisa" se casó com "Tito" (Julián Bourges), y ambos fueron padres de "Cachito" (Gloria Lopresti, luego Emilio Comte) y, más adelante, de "Alicita" (Marta Patiño).

## La trama
En general al final de cada historia Martín Zabalúa con su voz profunda y grave daba una conclusión que debía extraerse de lo que había sucedido, a modo de moraleja.
Uno de los motivos de la popularidad del programa era que el oyente veía a los personajes como los de una familia común, con la que se sentían identificados, una familia que trataba de proceder conforme los valores establecidos, y que mostraban como no redituables las conductas de quienes se apartaban de tales reglas. Tal el caso del personaje "Castilla", que en su anhelo de hacerse rico solía intentar negocios que siempre terminaban mal.